# Vụ va chạm trên không sông Potomac 2025
Vào ngày 29 tháng 1 năm 2025, chuyến bay 5342 của American Eagle là chuyến bay nội địa do dòng Bombardier CRJ700 điều khiển, đã va chạm trên không với một chiếc Sikorsky VH-60M Black Hawk của Quân đội Hoa Kỳ khi đang tiếp cận đến Sân bay quốc gia Ronald Reagan Washington gần Washington, D.C. Cả hai máy bay đều rơi xuống sông Potomac sau vụ va chạm làm toàn bộ 67 người trên cả hai chuyến bay đều thiệt mạng. Chuyến bay 5342 thuộc PSA Airlines, một công ty con do American Airlines Group sở hữu và điều hành đang trên đường từ Sân bay quốc gia Wichita Dwight D. Eisenhower tại Wichita, Kansas. Trong khi chiếc trực thăng đang trong chuyến bay huấn luyện rời khỏi Davison Army Airfield ở Quận Fairfax, Virginia.